# Shashti
Shashti, na mitologia hindu antiga era o deus das florestas e se assemelhava ao deus Pã cultuado na mitologia grega e romana.
Este deus era normalmente celebrado com um festival no dia 12 de junho, ocasião em que se queima incenso de ervas e se atira cinzas em jardins, o que simboliza o encontro dele com a mãe natureza.